# Acanthonevra shinonagai
Acanthonevra shinonagai är en tvåvingeart som beskrevs av Hardy 1986. Acanthonevra shinonagai ingår i släktet Acanthonevra och familjen borrflugor. Inga underarter finns listade i Catalogue of Life.